# Sphecodes sauteri
Sphecodes sauteri är en biart som beskrevs av Meyer 1925. Sphecodes sauteri ingår i släktet blodbin, och familjen vägbin. Inga underarter finns listade i Catalogue of Life.